# Quintaria
Quintaria — рід грибів родини Lophiostomataceae. Назва вперше опублікована 1991 року.

## Класифікація
Згідно з базою MycoBank до роду Quintaria відносять 4 офіційно визнані види:
- Quintaria aquatica
- Quintaria lignatilis
- Quintaria microspora
- Quintaria submersa